# William Fraser (Bischof, Arichat)
William Fraser (* 1779 in Craskie in Glencannish, Schottland; † 4. Oktober 1851 in Antigonish, Kanada) war ein britischer römisch-katholischer Geistlicher und Bischof von Arichat.

## Leben
William Fraser empfing am 8. Januar 1804 das Sakrament der Priesterweihe.
Am 3. Juni 1825 wurde er zum Titularbischof von Tanis und zum Apostolischen Vikar von Nova Scotia ernannt. Die Bischofsweihe spendete ihm am 24. Juni 1827 in Antigonish der Weihbischof in Québec, Aeneas Bernard MacEachern.
Mit der Erhebung des Apostolischen Vikariats Nova Scotia zum Bistum Halifax am 15. Februar 1842 wurde William Fraser zum Bischof von Halifax ernannt. Mit der Gründung des Bistums Arichat am 22. September 1844 wurde er am 27. September 1844 zum Bischof von Arichat ernannt. Dieses Amt bekleidete er bis zu seinem Tod am 4. Oktober 1851.